# ヴァンダラー
ヴァンダラーはかつてドイツに存在した小型車・オートバイを生産するメーカー。

## 概要
1885年に自転車輸入会社「ケムニッツアー自転車倉庫社」として設立され、1896年からはザクセン州ケムニッツにて自転車の自社製造を開始した。他にも工作機械やタイプライターなど多彩な製品を生産した。
1902年からオートバイ生産に参入、更に1903年からは小型自動車開発を進め、1911年に1,147ccの小型車「ティープW1"プップヒェン"5/12PS」を発表。「プップヒェン」（Puppchen 、お人形さん、可愛い娘）という名と華奢な外見でありながら、それに似合わぬ耐久性を備えていた。
順次拡大型「W3」「W8」が送り出されたプップヒェン・シリーズは、1920年代中期まで長期生産されるヒット作となる。これによってヴァンダラーの業績は伸長、ドイツの小型乗用車業界を代表するメーカーの一つに成長する。1926年にはドイツでもいち早く4輪ブレーキ仕様車を開発した。ヴァンダラーのエンジンは1911年から1941年まで終始一貫して直列式で、直列4気筒と直列6気筒があった。1929年の世界恐慌時にドレスナー銀行は二輪車の事業を売却した。
1941年に民生用の自動車の生産は終了し、工場は軍需品の生産に切り替わった。戦時中はドイツ国防軍のために戦車用のエンジン等を生産した。戦争によりケムニッツの工場は破壊され、閉鎖され、戦後はソビエトの占領下になり、生産設備は接収され、技術者達は西ドイツのインゴルシュタットに逃れた。
同社の象徴である双葉のエンブレムは、1929年の制定。

## 車種
- ヴァンダラー・W1
- ヴァンダラー・W2
- ヴァンダラー・W3
- ヴァンダラー・W4
- ヴァンダラー・W6
- ヴァンダラー・W9
- ヴァンダラー・W8
- ヴァンダラー・W10
- ヴァンダラー・W11
- ヴァンダラー・W14
- ヴァンダラー・W15
- ヴァンダラー・W17
- ヴァンダラー・W20
- ヴァンダラー・W22 - アウディフロントUW220と同じエンジンを使用
- ヴァンダラー・W23
- ヴァンダラー・W24
- ヴァンダラー・W25K